# Quers
Quers är en kommun i departementet Haute-Saône i regionen Bourgogne-Franche-Comté i östra Frankrike. Kommunen ligger i kantonen Lure-Nord som tillhör arrondissementet Lure. År 2022 hade Quers 330 invånare.

## Befolkningsutveckling
Antalet invånare i kommunen Quers
| Referens: INSEE |